# 南湖广场站
南湖广场站（維吾爾語：نەنخۈ مەيدانى بېكىتى‎，拉丁维文：Nenxü Meydani békiti）是乌鲁木齐地铁1号线的地铁车站，位于中国新疆维吾尔自治区乌鲁木齐市水磨沟区南湖南路与南湖南路西二巷交叉口北侧，于2019年6月28日开通。

## 车站结构

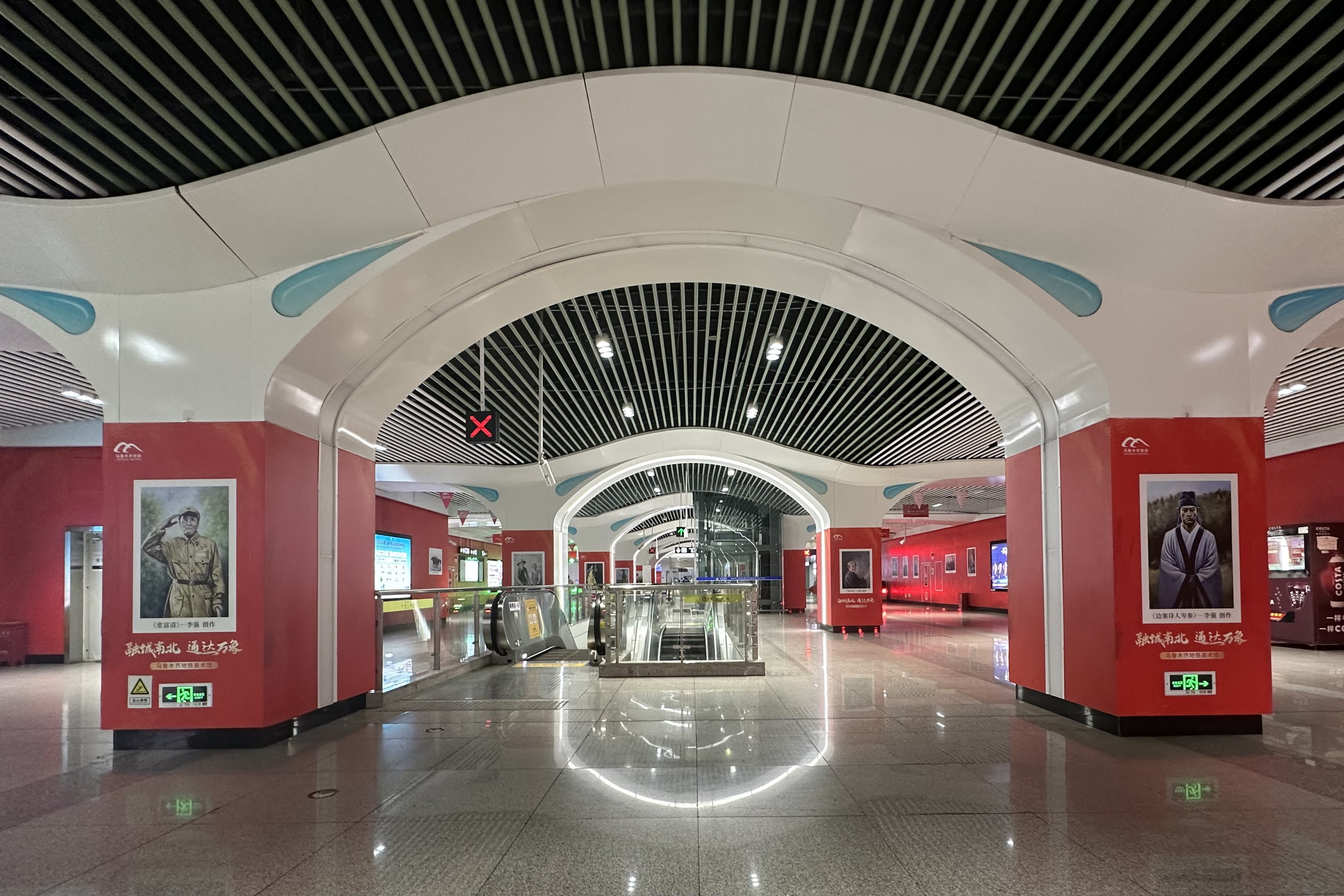
站厅

南湖广场站沿南湖南路南北向设置，为地下三层岛式站台车站，车站长168.3米，标准段宽21.8米，车站地下一层为站厅层，地下二层为设备层，地下三层为站台层，站台设置全高站台门。
| 地面              | 出入口 | A、B、C、D出入口                                                                                            |
| 地下一层          | 站厅   | 客服中心、自动售票机、验票机                                                                                |
| 地下二层          | 设备   | 车站设备 |
| 地下三层          | 站台   | \| \| \| █ 1号线往国际机场（南门） \| \| 島式 · 開左邊车门 \| \| \| \| \| \| █ 1号线往三屯碑（新疆大学） \| |
|                   |        | █ 1号线往国际机场（南门）                                                                                   |
| 島式 · 開左邊车门 |        | |
|                   |        | █ 1号线往三屯碑（新疆大学）                                                                                 |

## 车站出口
南湖广场站目前开放2个出入口，各出口及周围设施如下所示：
| 编号                | 出入口信息                                 | 照片 | 无障碍设施 |
| ------------------- | ------------------------------------------ | ---- | ---------- |
| B · 出口            | 南湖南路东侧，南湖市民广场，乌鲁木齐美术馆 |      | 不適用     |
| C · 出口 · （设有） | 南湖南路东侧，南湖市民广场                 |      |            |
| 图例： 设有         |                                            |      |            |

## 接驳交通

### 公交车
- 南湖小区：23路，59路，61路，63路，73路，104路，104路宏大广场区间车，104路支线，105路，105路晚间线，152路，306路，309路，537路，4003路，BRT7路，D009路

## 车站历史
- 2019年6月28日，车站随1号线全线通车开通[1]。
- 2020年
  - 2月2日，受新冠疫情影响，车站暂停运营[3]。3月11日，车站恢复运营[4]。
  - 7月16日，受新冠疫情影响，车站暂停运营[5]。9月20日，车站恢复运营[6]。